# Станица
Стани́цата (на руски: стани́ца) е вид населено място в съвременна Русия, а също така и вид административно-териториална единица в Руската империя.

## Историческа казашка единица
В териториалната организация на казаците в Руската империя станицата е административна селска единица, състояща се от 1 или няколко казашки селища (хутори, станични посьолки).
На станичен сбор се избира станичното ръководство: станичен атаман, негов помощник и ковчежник. Атаманът разпределя земята между семействата на казаците. Станицата се счита за военно поселение, способно да даде за казашката войска 1 сотня (стотица / ескадрон) ездачи.

## Селище в съвременна Русия
В някои административно-териториални единици в състава на съвременна Русия станицата е вид селско населено място. По численост на населението им станиците често превишават неголеми, понякога дори и средни градове. Най-големите от тях по население (най-големи също и сред селата в страната) са:
- Орджоникидзевская, Ингушетия – 61 577 души (2010),
- Каневская, Краснодарски край – 44 800 души (2005),
- Павловская, Краснодарский край – 31 327 души (2010).

Станици понастоящем съществуват в следните субекти на Руската федерация:
- Адигея,
- Волгоградска област,
- Дагестан,
- Ингушетия,
- Кабардино-Балкария,
- Карачаево-Черкезия,
- Краснодарски край,
- Омска област,
- Оренбургска област,
- Ростовска област,
- Северна Осетия,
- Свердловска област,
- Ставрополски край,
- Чечня.